# (3081) Martinůboh
(3081) Martinůboh (1971 UP; 1952 RJ; 1975 XG3; 1982 RO) ist ein Asteroid des inneren Hauptgürtels, der am 26. Oktober 1971 vom tschechischen (damals: Tschechoslowakei) Astronomen Luboš Kohoutek an der Hamburger Sternwarte in Hamburg-Bergedorf (IAU-Code 029) entdeckt wurde.

## Benennung
(3081) Martinůboh wurde nach dem böhmisch-tschechoslowakischen Komponisten Bohuslav Martinů (1890–1959) benannt, der in der Musikwelt für seine bemerkenswerte orchestralen und szenischern Werke (sechs Sinfonien und zwölf Opern) sowie Kammer- und Vokalmusik bekannt ist.